# Ramon Untersander
Ramon Untersander (* 21. Januar 1991 in Alt St. Johann) ist ein Schweizer Eishockeyspieler, der seit Juli 2015 beim SC Bern aus der Schweizer National League unter Vertrag steht und dort auf der Position des Verteidigers spielt. Mit dem SC Bern gewann Untersander zwischen 2016 und 2019 dreimal die Schweizer Meisterschaft, nachdem er bereits im Jahr 2011 den Titel mit dem HC Davos erstmals errungen hatte.

## Karriere

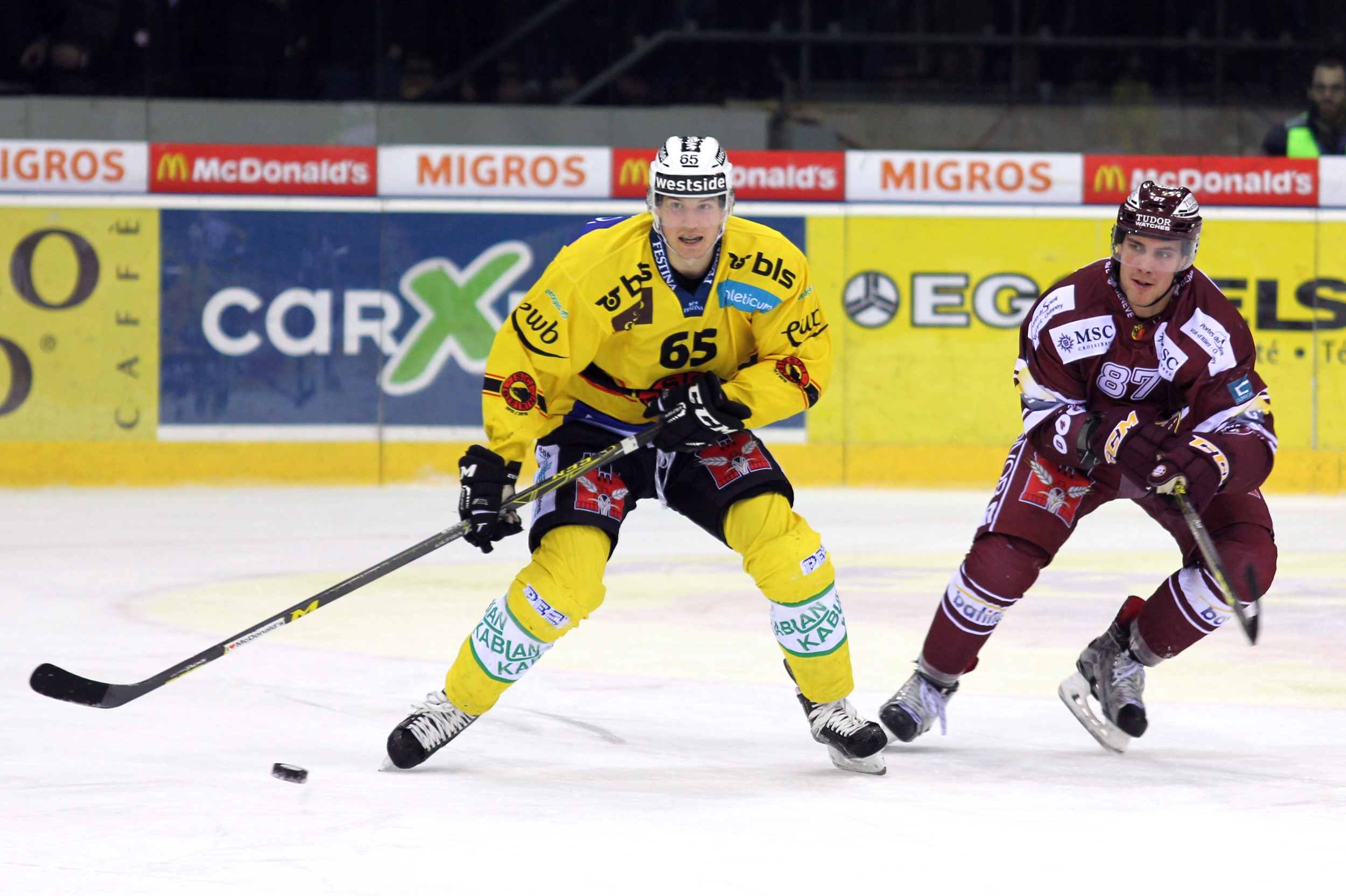
Untersander (links) im Trikot des SC Bern (2016)

Untersander begann seine Karriere im Alter von vier Jahren beim SC Rheintal. Nachdem er dort sämtliche Nachwuchsmannschaften durchlaufen hatte, wechselte er mit 14 Jahren zum HC Thurgau, wo er zunächst die Nationale Elite-Sportschule besuchte. Nach nur einer Saison schloss er sich dem HC Davos an. Dort spielte er für die Nachwuchsteams und absolvierte zugleich eine Ausbildung. Während der Saison 2006/07 wurde er mit der Juniorenmannschaft Schweizer Juniorenmeister bei den U17-Junioren.
Im Sommer 2009 unterschrieb der Verteidiger einen Zweijahresvertrag für das Profiteam des HCD in der National League A (NLA), woraufhin er seine ersten Spiele in der höchsten Schweizer Eishockeyliga absolvierte. Am 17. September 2011 erzielte Untersander sein erstes NLA-Tor. Im Januar 2012 wurde Untersander für fünf Spiele an den EHC Biel ausgeliehen. Auf die Saison 2012/13 wechselte er definitiv zu Biel. Untersander verletzte sich im November 2012 an der Hand und musste zwei Monate pausieren.
Im November 2014 unterschrieb er einen Dreijahresvertrag beim SC Bern, der ab der Saison 2015/16 galt. Mit dem SC Bern gewann Untersander zwischen 2016 und 2019 dreimal die Schweizer Meisterschaft, nachdem er bereits im Jahr 2011 den Titel mit dem HC Davos erstmals errungen hatte. Des Weiteren wurde er im Frühjahr 2021 Schweizer Cupsieger mit dem SCB.

### International
Untersander gehörte zum Kader der Schweizer U20-Nationalmannschaft, mit der er bei der U20-Junioren-Weltmeisterschaft 2010 im kanadischen Regina den vierten Platz belegte. In sieben Turnierspielen blieb der Verteidiger punktlos und erhielt zwei Strafminuten. 
Im Jahr 2017 nahm Untersander mit der Schweizer A-Nationalmannschaft an der Weltmeisterschaft teil. Ebenso wie im folgenden Jahr an den Olympischen Winterspielen 2018 und der Weltmeisterschaft 2018, als er die Silbermedaille gewann. Weitere Einsätze folgten bei den Welttitelkämpfen 2021 und Olympischen Winterspielen 2022.

## Erfolge und Auszeichnungen
| - 2007 Schweizer U17-Juniorenmeister mit dem HC Davos - 2011 Schweizer Meister mit dem HC Davos - 2011 Spengler-Cup-Gewinn mit dem HC Davos - 2016 Schweizer Meister mit dem SC Bern - 2017 Schweizer Meister mit dem SC Bern | - 2019 Schweizer Meister mit dem SC Bern - 2021 Schweizer Cupsieger mit dem SC Bern - 2022 NL Media Swiss All-Star Team - 2023 NL Media Swiss All-Star Team |

### International
- 2018 Silbermedaille bei der Weltmeisterschaft

## Karrierestatistik
Stand: Ende der Saison 2024/25

### International
Vertrat die Schweiz bei:
| - U20-Junioren-Weltmeisterschaft 2010 - Weltmeisterschaft 2017 - Olympischen Winterspielen 2018 | - Weltmeisterschaft 2018 - Weltmeisterschaft 2021 - Olympischen Winterspielen 2022 |

(Legende zur Spielerstatistik: Sp oder GP = absolvierte Spiele; T oder G = erzielte Tore; V oder A = erzielte Assists; Pkt oder Pts = erzielte Scorerpunkte; SM oder PIM = erhaltene Strafminuten; +/− = Plus/Minus-Bilanz; PP = erzielte Überzahltore; SH = erzielte Unterzahltore; GW = erzielte Siegtore; 1 Play-downs/Relegation; Kursiv: Statistik nicht vollständig)